# Żabojady
Żabojady (deutsch Szabojeden, 1936–1938 Schabojeden, 1938 bis 1945 Sprindberg) ist ein Dorf in der polnischen Woiwodschaft Ermland-Masuren. Es gehört zur Landgemeinde Dubeninki (Dubeningken, 1938 bis 1945 Dubeningen) im Kreis Gołdap (Goldap).

## Geographische Lage
Żabojady liegt im Nordosten der Woiwodschaft Ermland-Masuren, 21 Kilometer östlich der Kreisstadt Gołdap (Goldap). Seine Lage am Südostrand der Rominter Heide (polnisch: Puszcza Romincka) macht den Ort touristisch interessant.

## Geschichte
Das spätere Szabojeden hatte nach 1589 den Namen Sabageden und hieß vor 1785 Sabojeden. Im Jahre 1874 kam das Dorf zum neu errichteten Amtsbezirk Dubeningken, der – 1939 umbenannt in „Amtsbezirk Dubeningen“ – bis 1945 zum Kreis Goldap im Regierungsbezirk Gumbinnen der preußischen Provinz Ostpreußen gehörte.
258 Einwohner waren im Jahre 1910 in Szabojeden registriert. Ihre Zahl verringerte sich bis 1933 auf 198 und belief sich 1939 nur noch auf 175.
Am 17. September 1936 änderte sich die Namensform von Szabojeden in Schabojeden. Am 3. Juni (offiziell bestätigt am 16. Juli) 1938 wurde der Ort in Sprindberg umbenannt.
In Kriegsfolge kam das Dorf 1945 zu Polen und heißt bis heute polnisch „Żabojady“. Es ist jetzt ein Ort mit Schulzenamt (polnisch: Sołectwo) im Verbund der Gmina Dubeninki im Powiat Gołdapski. Gehörte es von 1975 bis 1998 zur Woiwodschaft Suwałki, so ist es seither der Woiwodschaft Ermland-Masuren zugeordnet. Im Jahr 2006 lebten in Żabojady 49 Menschen.

## Kirche

### Kirchengemeinde
Die überwiegende Zahl der Bevölkerung Szabojedens resp. Sprindbergs war vor 1945 evangelischer Konfession. Das Dorf war damals in das Kirchspiel der Kirche Dubeningken eingepfarrt, die zum Kirchenkreis Goldap in der Kirchenprovinz Ostpreußen der Kirche der Altpreußischen Union gehörte. Die Pfarrkirche der zahlenmäßig wenigen Katholiken war die in Goldap und gehörte zum Bistum Ermland. Heute leben in Żabojady fast ausschließlich katholische Einwohner. Ihre Pfarrkirche ist jetzt die ehemalige evangelische Kirche in Dubeninki. Sie ist Teil des Dekanats Filipów im Bistum Ełk (Lyck) der Katholischen Kirche in Polen. Die wenigen evangelischen Kirchenglieder gehören zur Kirchengemeinde in Gołdap, einer Filialgemeinde der Pfarrei in Suwałki in der Diözese Masuren der Evangelisch-lutherischen Kirche in Polen.

### Friedhof
In Żabojady existiert noch ein evangelischer Friedhof (polnisch: cmentarz ewangelicki) aus dem 19. Jahrhundert. Er steht unter besonderem kulturellen Schutz.

## Verkehr
Żabojady ist auf einem Landweg zu erreichen, der bei Linowo von der Woiwodschaftsstraße 651 in nördlicher Richtung in die Rominter Heide abzweigt. Eine Bahnanbindung besteht nicht mehr. Bis 1945 war Blindgallen (1938 bis 1945: Schneegrund, polnisch: Błąkały) die nächste Bahnstation und lag an der heute nicht mehr betriebenen, auch „Kaiserbahn“ genannten Bahnstrecke Goldap–Szittkehmen (Wehrkirchen).